# Торнадо в Эль-Рино (2013)
Торнадо в Эль-Ри́но — стихийное бедствие, произошедшее 31 мая 2013 года к юго-западу от города Эль-Рино, штат Оклахома, США. Смерч вошёл в историю метеорологических наблюдений как самый широкий из когда-либо зафиксированных (4,2 км в диаметре) и второй по скорости ветра в нём которая была зафиксирована свыше 200 миль в час а также расчетная от 260-270 миль в час (до 470 км/ч) после торнадо 3 мая 1999 года в Бридж-Крик, штат Оклахома. Атмосферный вихрь проделал путь длиной 26,1 км, в основном по сельской местности и незаселённым территориям, благодаря чему материальный ущерб оказался сравнительно невелик и составил не более $ 40 млн (оценка, 2013). Национальная метеорологическая служба США, несмотря на значительную скорость ветра и основываясь лишь на причинённом стихией уроне, присвоила смерчу категорию EF3 по улучшенной шкале Фудзиты.
Данное природное явление стало причиной гибели известных в США «охотников за ураганами» из команды по экспериментальным исследованиям торнадо “TWISTEX” — её руководителя и инженера Тима Самараса (англ. Tim Samaras), его сына, оператора Пола Самараса (англ. Paul Samaras), а также метеоролога Карла Янга (англ. Carl Young).

## Синоптическая ситуация
К полудню (UTC−5:00), 31 мая 2013 года в центральной части штата Оклахома установилась малооблачная и тёплая погода с температурой воздуха порядка 27-30°C и относительной влажностью воздуха 60-65%. В это же время над северо-западом штата проходил слабый холодный атмосферный фронт, отмеченный значительным сдвигом ветра: перед фронтом ветры имели южное направление (перенос тёплого влажного воздуха), позади него — северо-восточное (перенос сухого холодного воздуха). В тылу фронта температура воздуха была примерно на 5°C ниже, чем перед ним. Меридионально ориентированная сухая линия (англ. dry line) проходила через юго-западную часть штата Оклахома, а также центральные округа штата Техас, и точка росы к западу от неё была на 5°C ниже, чем на востоке, где составляла порядка 20-22°C. Барическая ложбина, связанная с холодным фронтом, постепенно смещалась на северо-восток, что привело к некоторому ослаблению холодного фронта. В то же самое время произошёл сдвиг высотного струйного течения, проходившего над южной частью Скалистых гор, на восток-северо-восток, вследствие чего оно установилось над южной частью Великих равнин, захватив верхнюю часть описанной погодной системы.
В период между 13:00 и 14:00 (UTC−5:00) в область западнее сухой линии и к юго-востоку от холодного фронта (юго-запад Оклахомы) начал поступать горячий сухой воздух с температурой 34-36°C из западной части Техаса. Сложилась ситуация, при которой фронтолиз (размывание фронта) вдоль восточной части фронта должен был происходить главным образом из-за дифференциального диабатического нагрева, поскольку воздух нагревался за счет инсоляции быстрее за фронтом, чем перед ним, и одна лишь деформация (изменение формы воздушной массы, в данном случае — сдвиг) должна была увеличить градиент температуры. Фронтогенез в области схождения сухой линии с передней частью фронта также должен был быть обусловлен главным образом дифференциальным диабатическим нагревом, когда прогрев происходит быстрее с той стороны, откуда поступает сухой горячий воздух, чем позади фронта. Изменения температуры поверхности по обе стороны фронта, как и произошло в данном случае, не могут быть объяснены простой горизонтальной адвекцией.

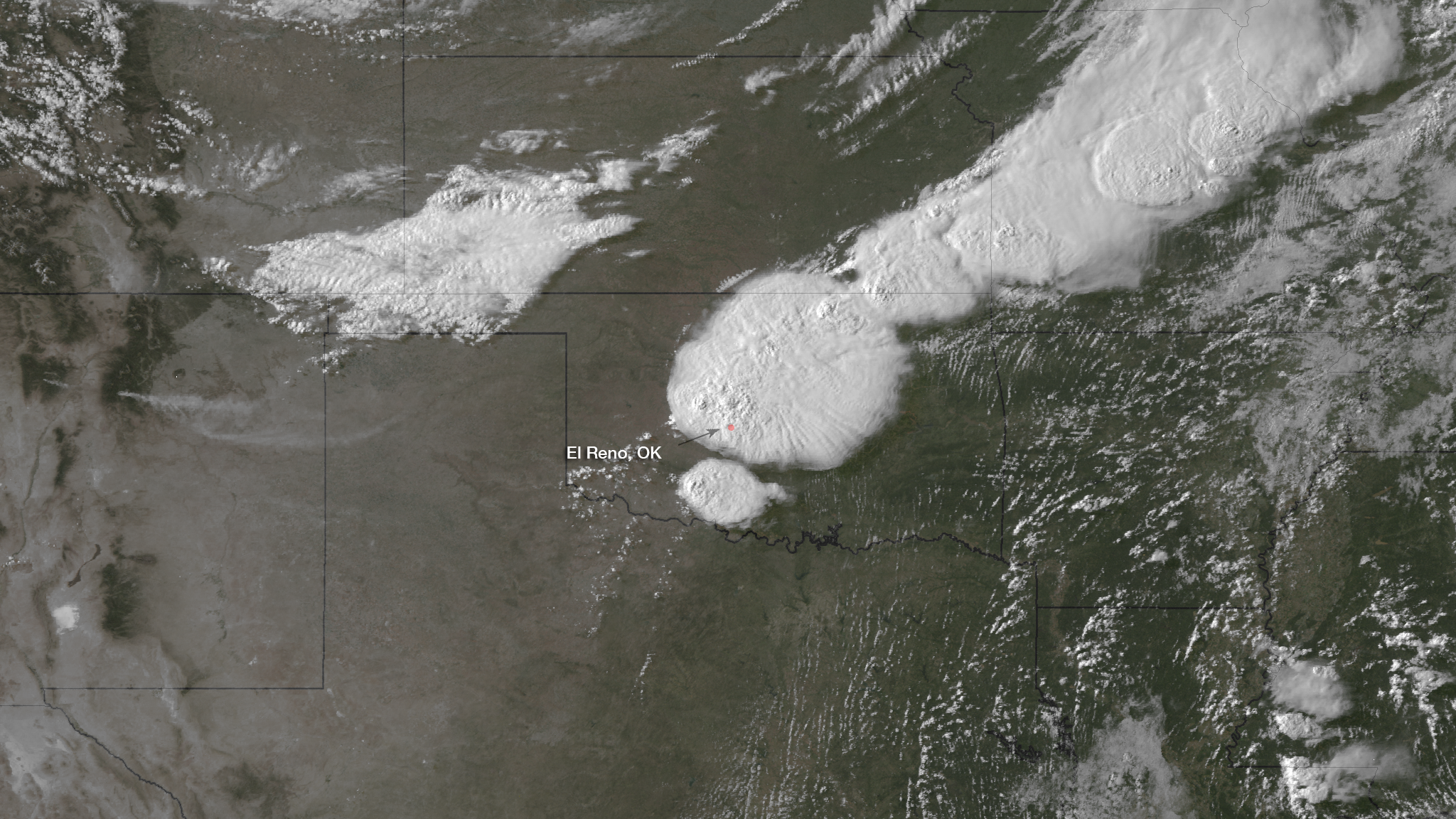
Спутниковое изображение погодной системы, в которой зародился торнадо; 31 мая 2013 года, 18:10 (UTC−5:00)

Около 15:00 (UTC−5:00) поступление большой массы сухого разогретого воздуха из западной части Техаса способствовало падению точки росы приблизительно до 10°C в юго-западной части фронта, тогда как в его северо-восточной части, а также вдоль всей сухой линии сохранялось значение точки росы порядка 20-22°C. Очередной сдвиг ветра в глубоком слое атмосферы на южной периферии холодного фронта (24-28 м/с) придал системе вращение и внёс существенный вклад в организацию шторма. Сочетание всех погодных факторов привело к образованию значительной неустойчивости стратификации атмосферы и, как следствие, взрывной конвекции с образованием большого количества кучево-дождевых облаков. Потенциальная энергия конвективной неустойчивости (показатель CAPE), которая напрямую связана вертикальной скоростью восходящих потоков, находилась в пределах 3500-5000 Дж/кг, что соответствует крайне опасной синоптической ситуации с риском возникновения сильных смерчей и других неблагоприятных метеорологических явлений.
К 15:30 (UTC−5:00) Центр прогнозирования штормов в Нормане (штат Оклахома) выпустил предупреждение о чрезвычайно опасной ситуации, связанной с риском торнадо для округов, расположенных вдоль межштатной автомагистрали I-44 (от юго-запада до северо-востока), где в качестве первичных угроз указаны возможное возникновение нескольких мощных торнадо, выпадение града диаметром до 4 дюймов (~10 см), а также ветер со шквалами до 80 миль/час (~36 м/с).
Между 16:00 и 16:45 (UTC−5:00) к западу от Оклахома-Сити в районе автомагистрали 81 сформировалась квазилинейная система гроз из трёх отдельных суперъячеек, две из которых впоследствии объединились, сформировав крупный грозовой очаг, быстро набравший силу.
Изначально, Эль Рино был небольших размеров и являлся слабым клиновидным торнадо. В результате поднятия теплого воздуха, он начал расти до 4 км, имея 4 маленьких воронки со скоростью от 200 по показаниям радара до 270 миль в час (расчетная скорость). Подвихрь убил команду Twistex, переходя 81 магистраль, после чего поглотил все свои воронки.  
Он вошёл в историю как самый широкий торнадо в истории записанный на камеру.  

## Жертвы и ущерб
Так как торнадо прошёлся по автомагистрали, вдали от ближайшего населённого пункта, Эль Рино не нанёс серьёзного ущерба. Всего погибло 8 человек, в том числе 4 «охотников за торнадо» ― трое учёных и один любитель.